# Dąb na Łagierach
Dąb na Łagierach – pomnikowy dąb szypułkowy rosnący w Białowieskim Parku Narodowym, jedna z legend BPN. Obecnie drzewo jest martwe.
Przez długi okres drzewo uchodziło za najgrubszy dąb rosnący na terenie BPN. Obwód pnia na wysokości 130 cm od postawy wynosi 628 cm (według pomiarów z 2009 roku), wysokość drzewa wynosiła 29-30 metrów (według pomiarów z 2007; pomiar dokonany został dalmierzem laserowym). Pod względem obwodu pnia zajmuje obecnie czwarte miejsce wśród dębów rosnących na terenie BPN.
Obwód pnia u podstawy wynosi 706 cm. Pod względem obwodu pnia jest czwartym dębem BPN.
Całkowita wysokość strzały pnia dębu wynosi 19 – 20 m. Korona drzewa złożona z trzech niedużych konarów. W 2009 roku odłamał się wierzchołek dębu i obecnie dąb mierzy 24-25 metrów.
Dąb wykiełkował w XVII wieku. Pierwsze wzmianki o dębie pochodzą z połowy XX wieku. Drzewo uschło w 2006 roku, lecz zdaniem niektórych nastąpiło to wcześniej.
W pobliżu drzewa rosną drzewa owocowe, a uroczysko nosi nazwę „Łagiery”, od rosyjskiego „łagier” (obóz).